# Qusar (raion)
Pour les articles homonymes, voir Qusar.
Qusar est l'une des 78 subdivisions de l'Azerbaïdjan. Sa capitale se nomme Qusar.
Le rayon borde les rayons Gouba et Khatchmaz de la république et du Daghestan (Russie). La distance entre Bakou (la capitale de l'Azerbaïdjan) et Goussar est de 180 kilomètres.

## Histoire
On estime que la vie dans le rayon de Goussar existe depuis le 2e millénaire av. J.-C. Mahmoudtapa, les collines de Monsar, les collines de Govdouchan, les collines de Hafla appartenant à l'âge du bronze, les collines de Ghyzylgul et Agahan, les collines d'Halakhur appartenant au Moyen Âge sont d'anciennes habitations datant du 1er millénaire av. J.-C.
Le rayon a été créé en 1930 et a appelé le rayon de Ghil. En 1934, le centre du rayon fut déplacé à Goussar et, en 1938, il fut renommé le rayon de Goussar.

## Géographie

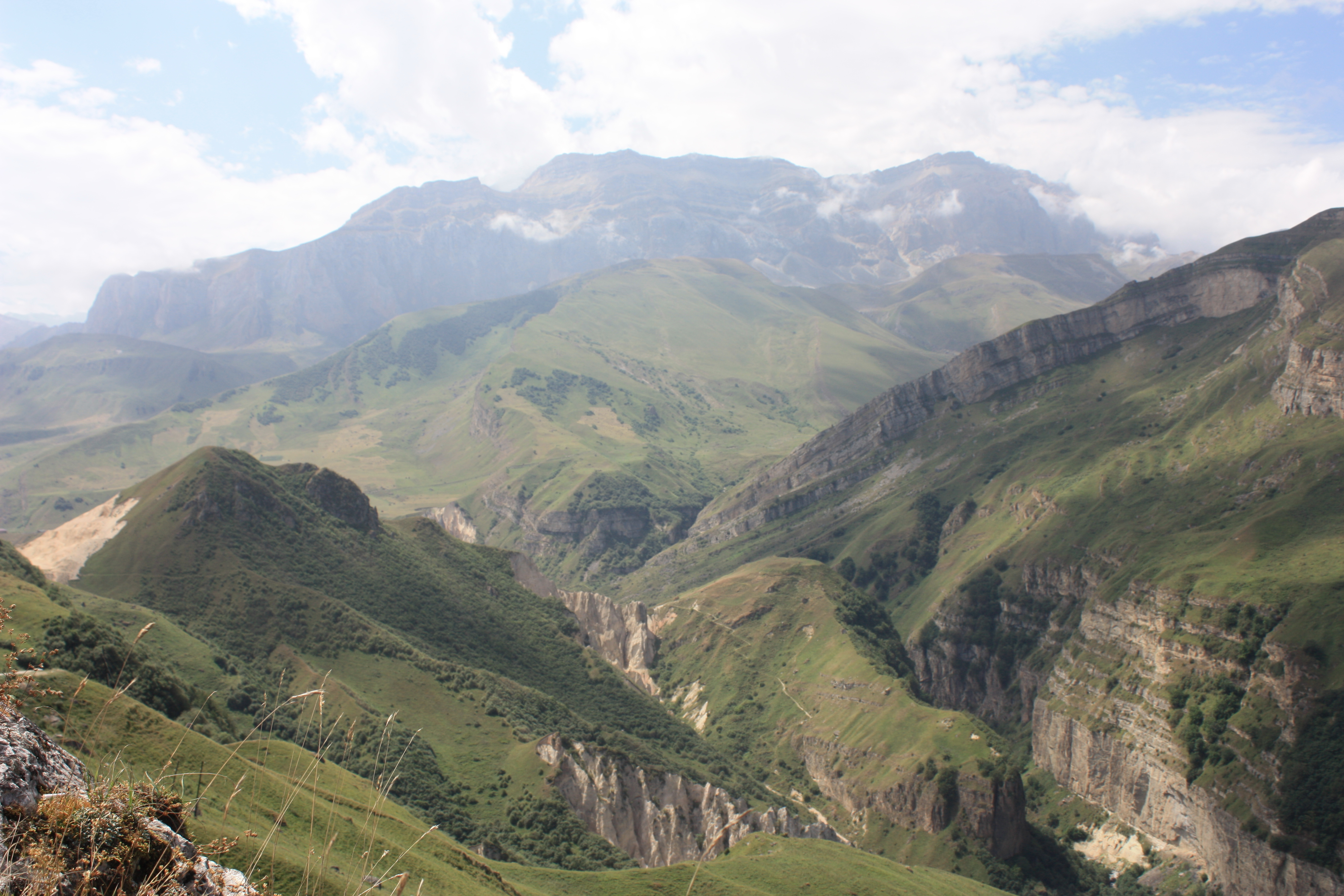
Dans le sanctuaire naturel du Qusar. Aout 2017.

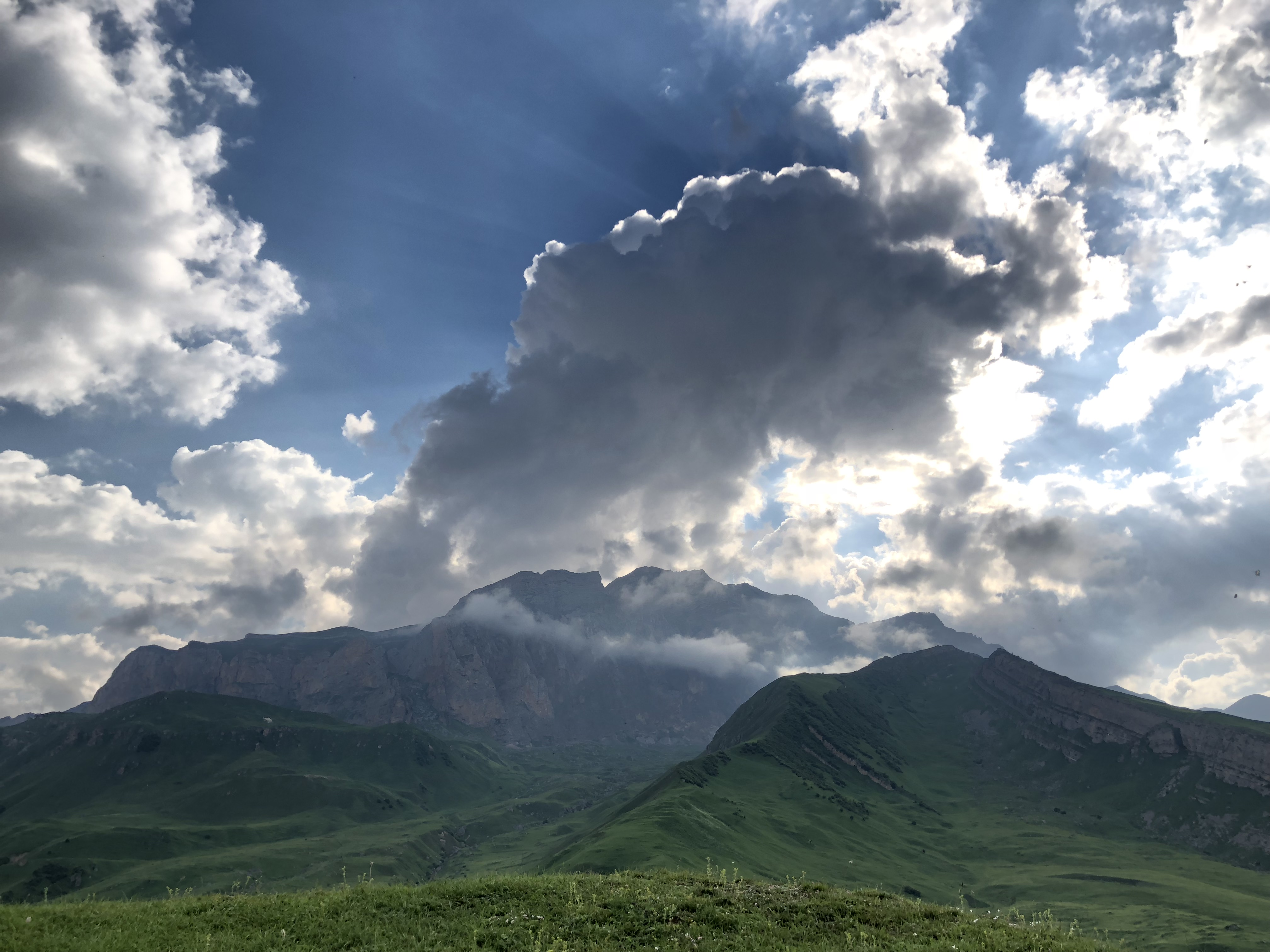
Vers le village de Leze, ou Laza, dans le raion de Qusar. Juin 2018.

Goussar est situé sur le continent eurasien, dans l’inclinaison nord-est de la principale crête du Caucase. Il est situé entre 41 ° 11 '- 41 ° 45' de latitude nord et 47 ° 52 '- 48 ° 41' de longitude est. Les montagnes, parmi lesquelles se trouve également le mont Chahdagh, prennent la plus grande partie du rayon. Territoire du rayon occupe la partie nord-est de l'Azerbaïdjan. Goussar est une porte unique de la république. Même dans les temps anciens, le territoire du rayon était bien situé à la jonction des principales routes commerciales. La distance entre Bakou  et Goussar est de 180 kilomètres. La longueur des limites des rayons est de 225 km.
Le relief local dans le rayon de Goussar se compose de montagnes et de vallées. Les sources minérales telles que le calcaire, la chalcopyrite, la limonite et le marbre sont courantes dans le district. Goussar et Samour sont les principales rivières du district de Goussar.
Goussar  est situé loin des routes maritimes. Les mers les plus proches sont la mer Caspienne (15 km) et la mer Noire (550 km). La superficie du rayon est de 1 542 km2 et occupe 1,7 % de la superficie de l'Azerbaïdjan. Pour la taille de son territoire, Goussar occupe la 14e place parmi les autres rayons de l'Azerbaïdjan. La longueur du rayon de l'ouest à l'est est de 84 km, mais du nord au sud, elle est de 35 km.

### Points extrêmes du rayon
- Au Nord - Suduroba
- Au sud - Tufan dagh
- Dans l'Est - Guzun ghichlag
- Dans l'ouest - sommet de Bazarduzu

### Faune et flore
On trouve souvent du chêne, de l'arachide et du charme dans les zones forestières. Des herbes naturelles telles que la canneberge, le sumac, l'aubépine, les raisins sauvages et les mûres sont également cultivées dans les forêts.
Le loup, le renard, l'ours, le sanglier, la chèvre de montagne et le lapin sont des forêts particulières du district. Il y a des pigeons sauvages, des cailles, des canards verts et des oiseaux de perdrix dans les champs et les lacs.

### Structure administrative
- Village de Goullar
- Village d’Urva

## Économie
L'agriculture est la base de l'économie de la région. La superficie ensemencée comprend 34 403 hectares (42,2 %) des 8,1460 hectares de terres propices à l'agriculture. La superficie des terres irriguées est de 29 398 hectares. L'agriculture de cette région repose sur deux domaines principaux: la production agricole et l'élevage.

## Éducation
Il existe 48 écoles secondaires, 86 écoles d'enseignement général, 4 établissements d'enseignement non scolaire et 13 établissements préscolaires.
En outre, trois grandes installations sportives sont en service dans le rayon de Goussar: le complexe sportif olympique, le stade central du nom de Chovkat Ordukhanov, école de sport pour enfants et adolescents.

## Sports et Tourisme
Goussar abrite la station de montagne de Chahdag, l’une des plus grandes stations de ski du Caucase et la plus grande station d’hiver d’Azerbaïdjan.

## Soins de santé
Il y a 3 établissements hospitaliers, 19 postes de santé, 38 centres médicaux et 61 établissements médicaux dans le district de Goussar,.

## Personnes célèbres
- Aliya Ramazanova
- Asséf Mehman
- Tchingiz Gourbanov
- Akbar Farzaliyev
- Aliyar Alimirzayev
- Kamil Aydazada
- Kéléntér Kéléntérli
- Lézghi Nemat
- Mahmud Abilov
- Mirza Valiyev
- Nazim Husseinov
- Seyfaddin Seyfaddinov
- Sadagate Karimova
- Sulhiyyat Hadjiyeva
- Chair Ramaldanov
- Omar Ayyoubov

## Population
Selon les données de 2007, la population du rayon comprend 85 899 personnes et 98,67 % sont des Lezghiens et 0,86 % des Azerbaïdjanais. Selon les données de 2009, les Lezghiens sont à 90,5 %, les Azerbaïdjanais à 9,1 % et les autres nationalités à 0,4 %. En 2016, la population de rayon atteignait 96 199 personnes. Les Lezghiens constituaient 2 % de la population totale de l'Azerbaïdjan en 2009 et se sont installés dans le district de Goussar. La composition nationale était indiquée ci-après conformément aux statistiques de 2009.
| Nationalités | Pourcentage |
| Azéris       | 9,06        |
| Lezghiens    | 90,63       |
| Turcs        | 0,12        |
| Russes       | 0,10        |
| Khinalygs    | 0,02        |
| Krizs        | 0,01        |
| Tatars       | 0,01        |
| Ukrainiens   | 0,01        |
| Autres       | 0,04        |

## Religion
- Musulmans 98%

## Villes
Il y a 1 villes et 88 villages dans le rayon.

## Galerie

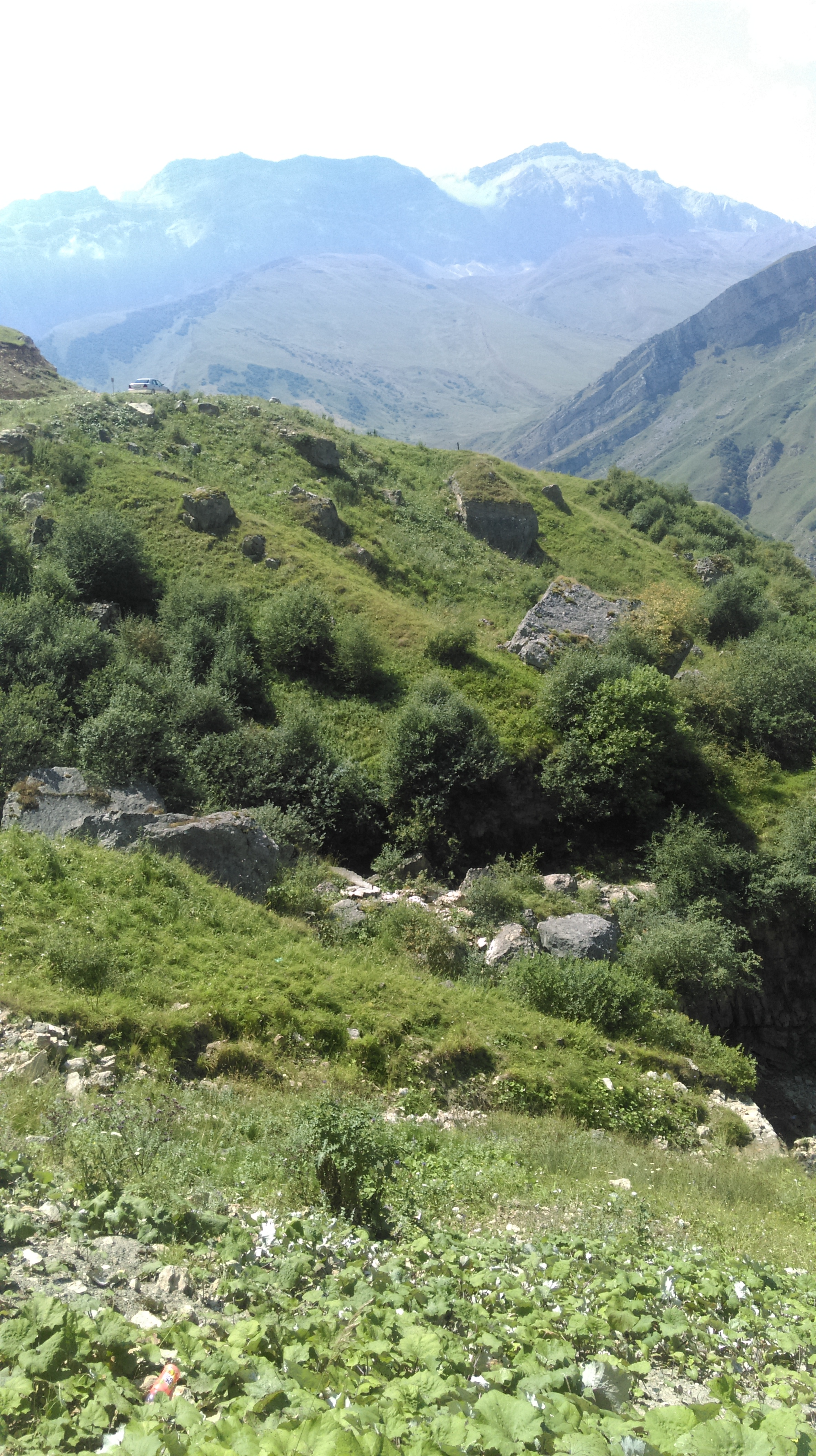
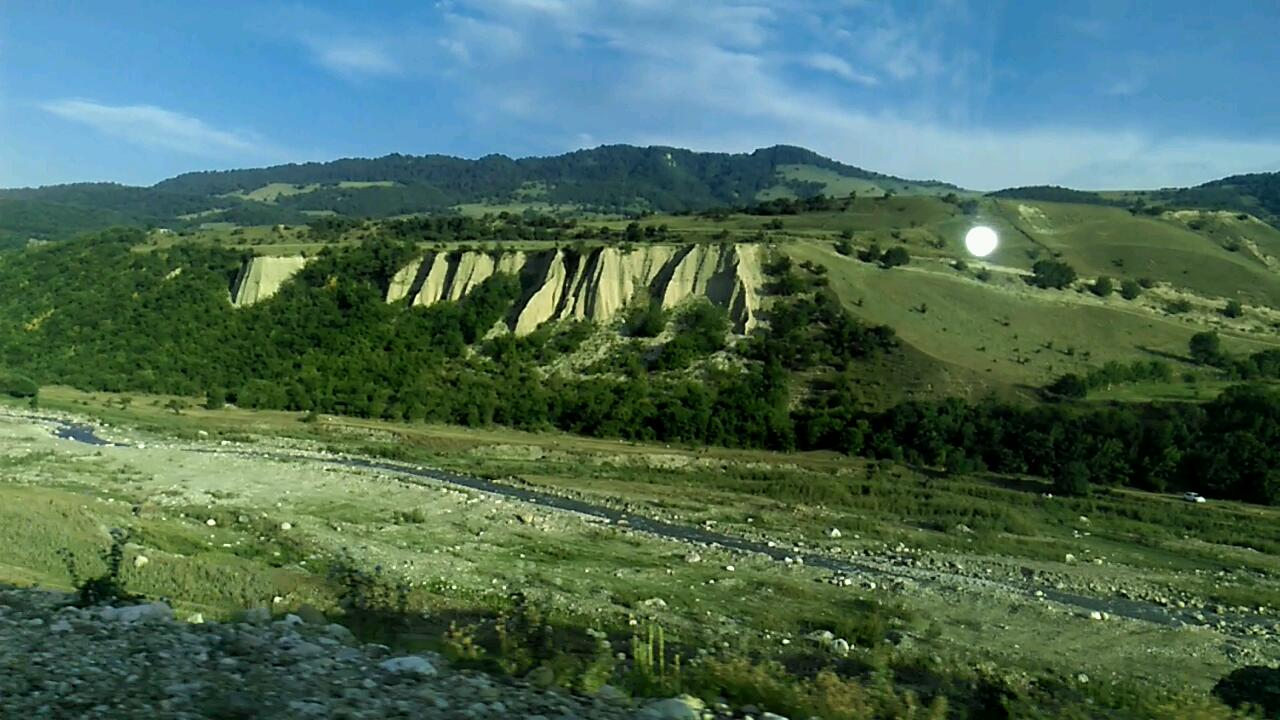
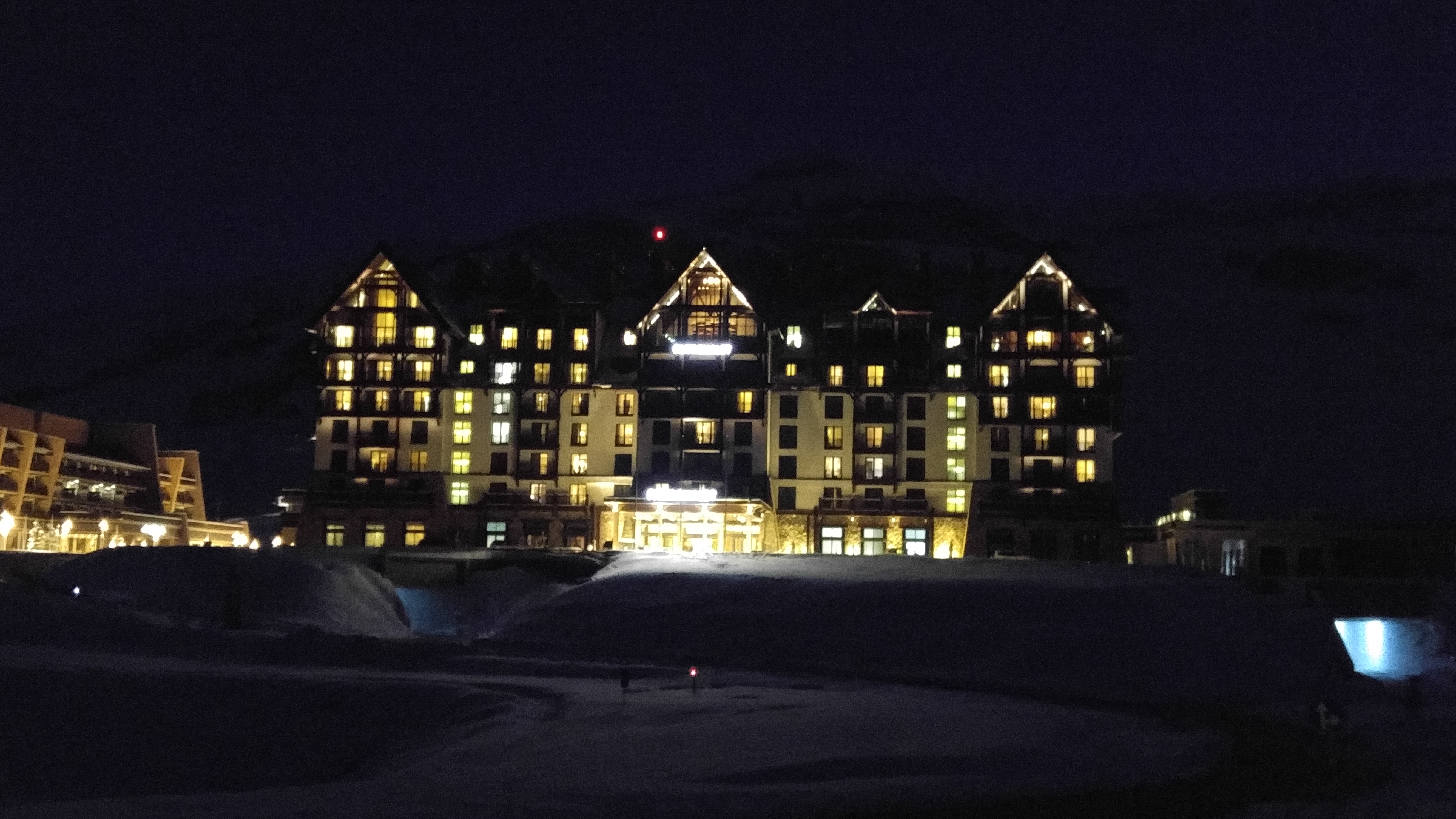
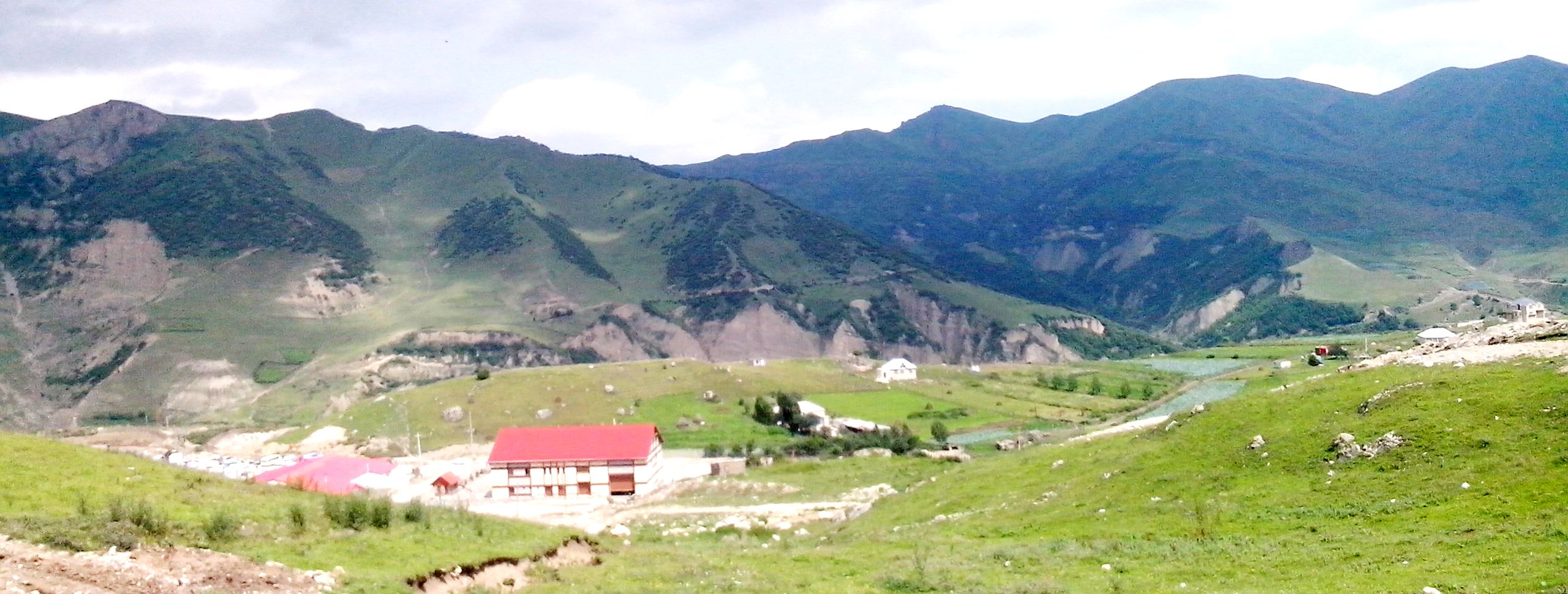
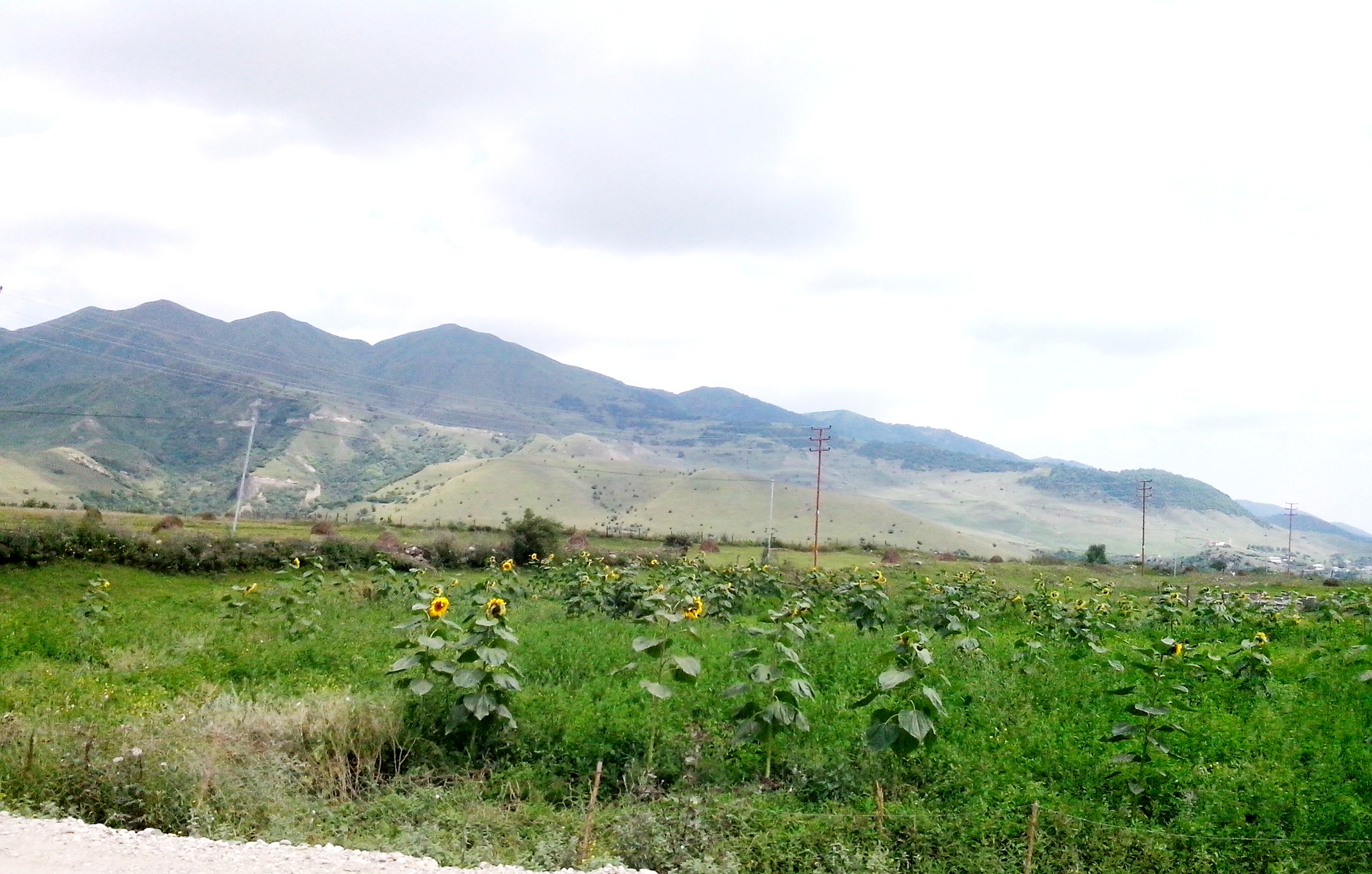
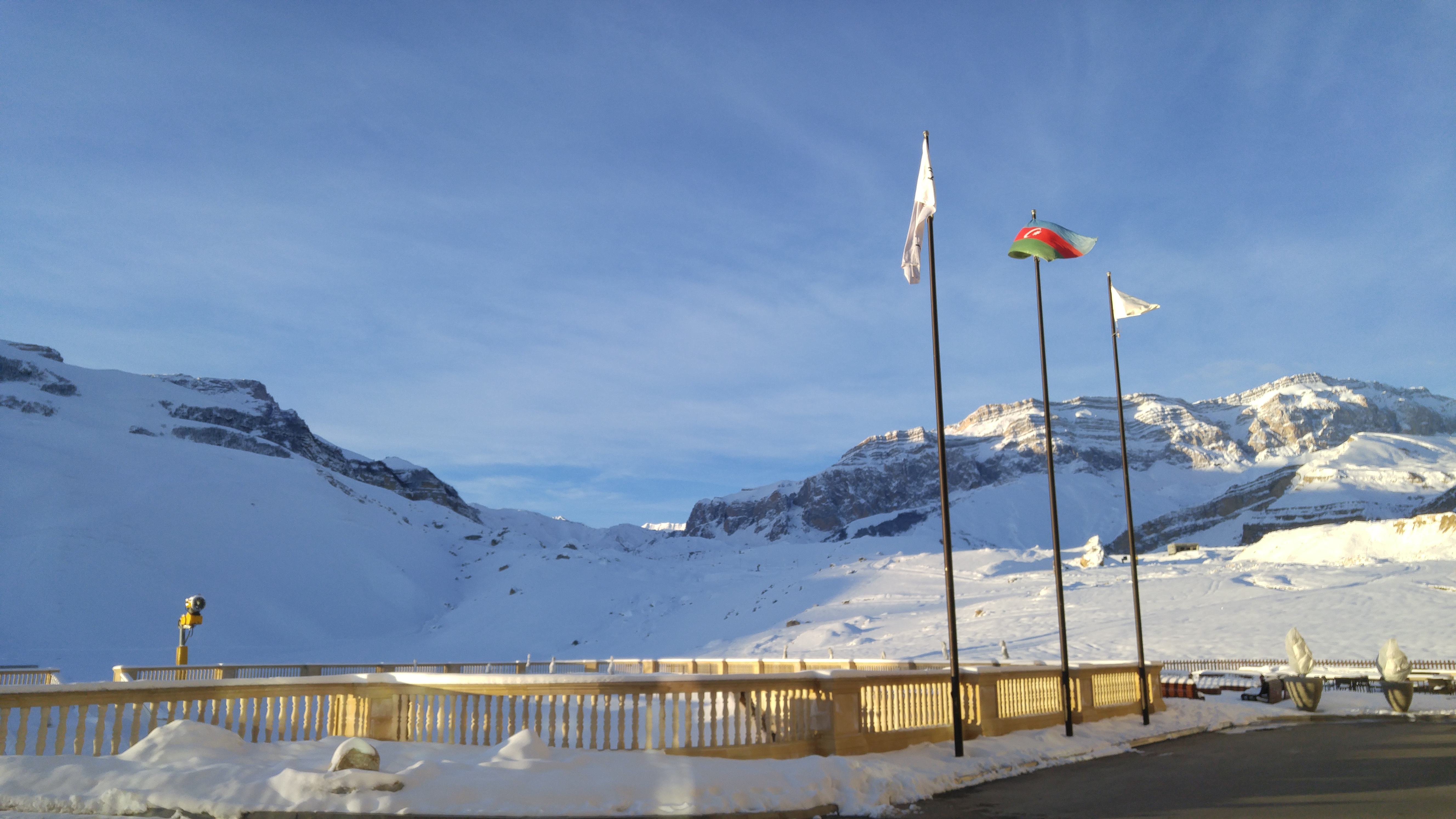
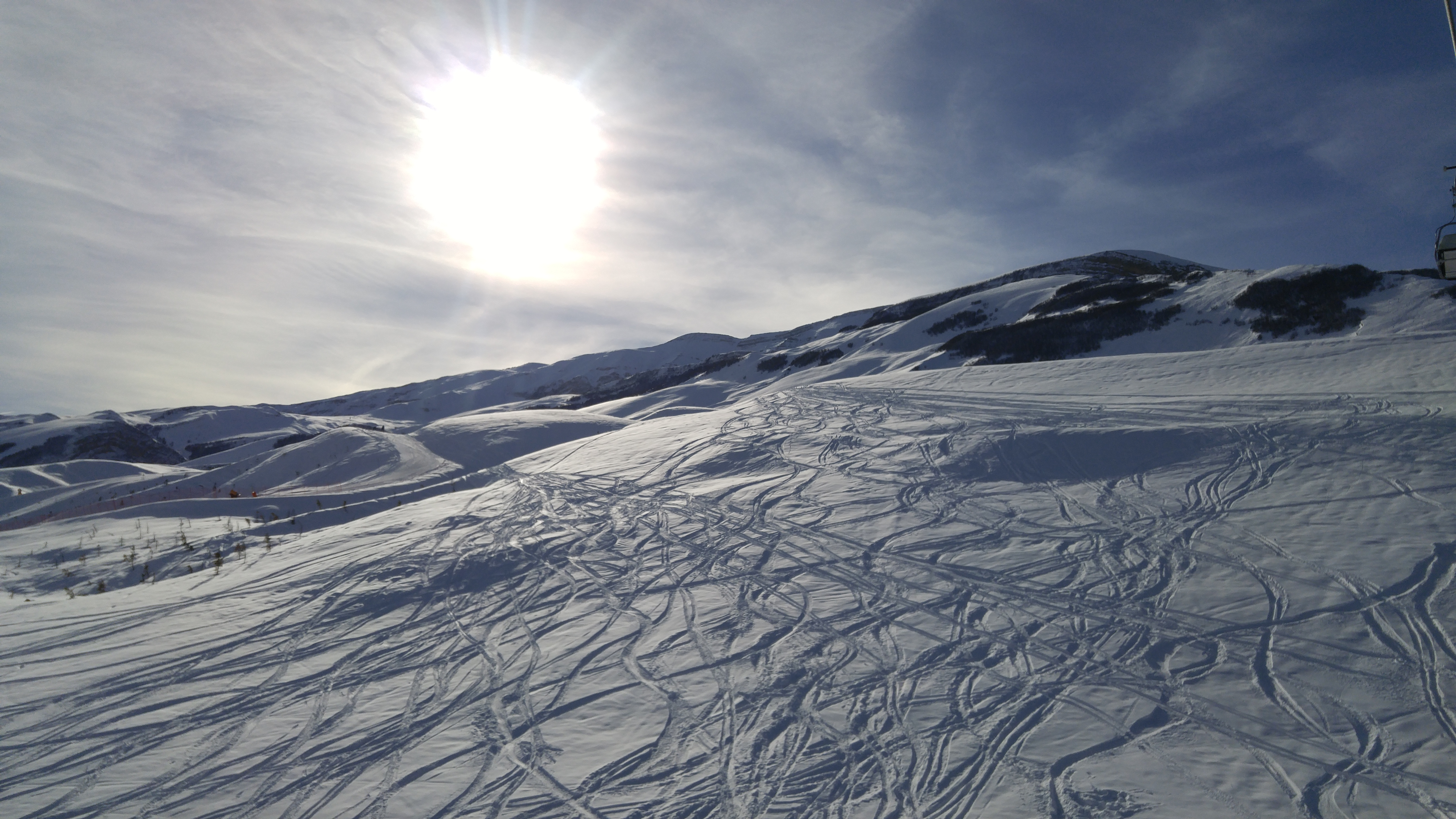
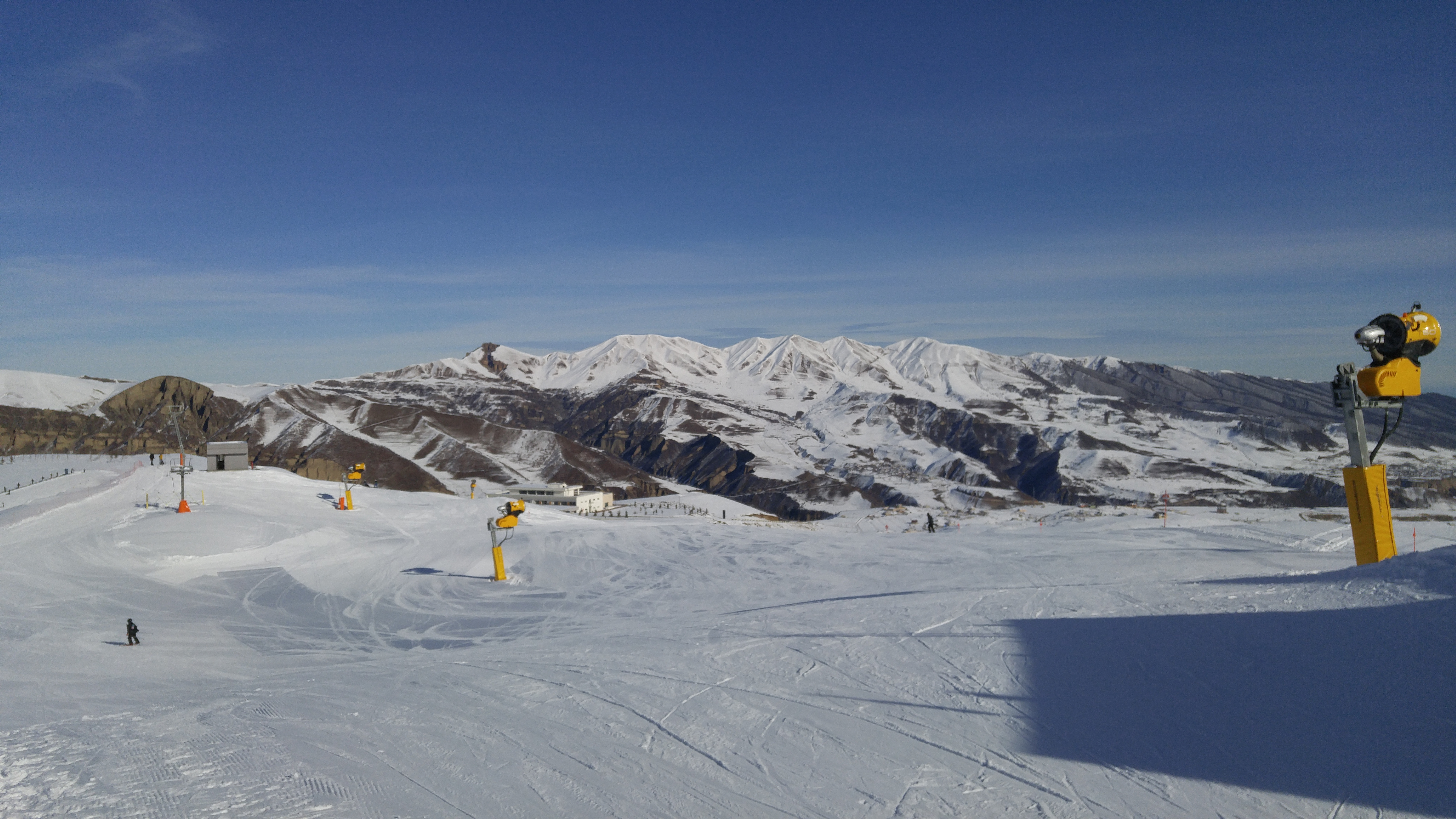
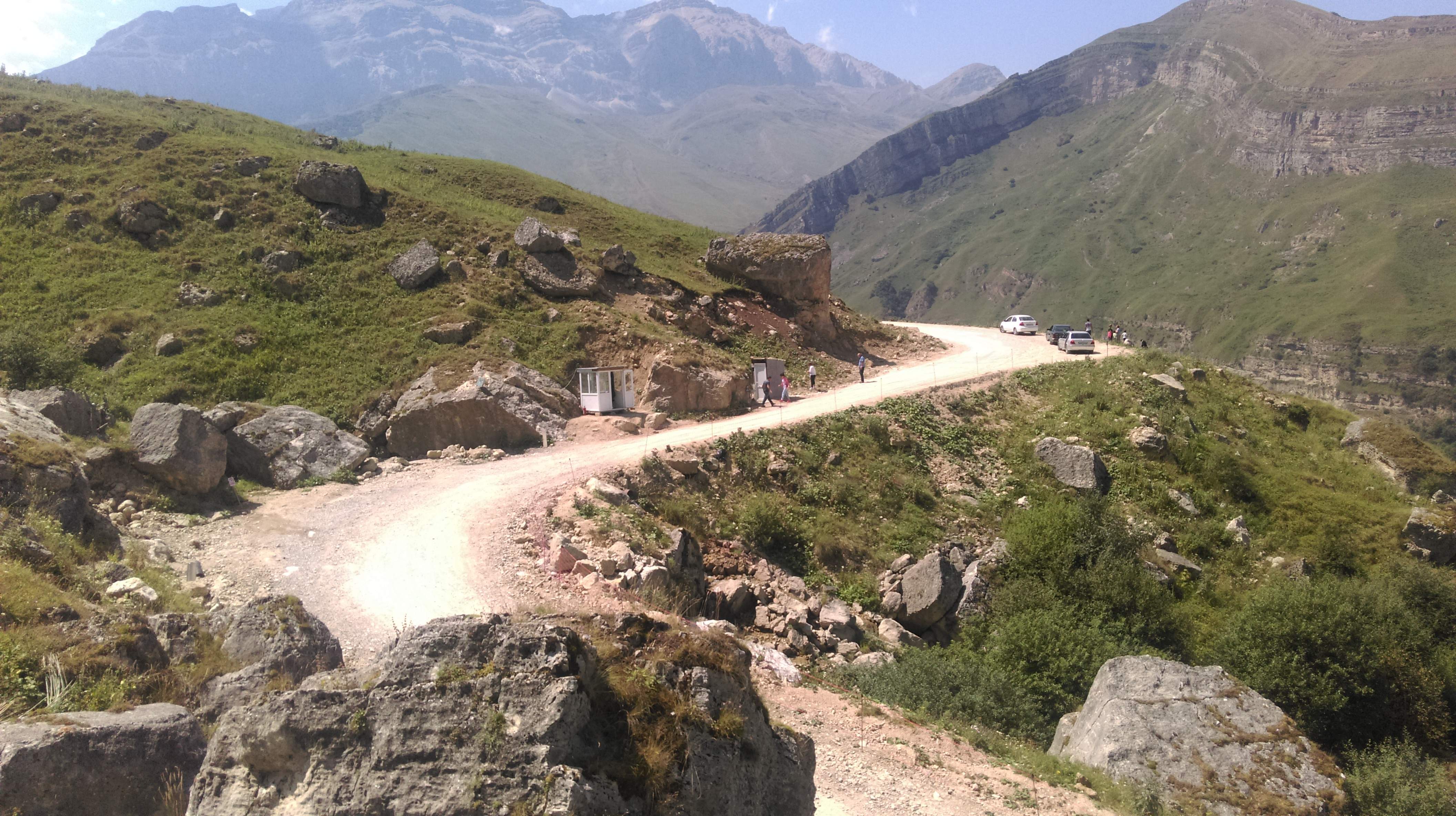
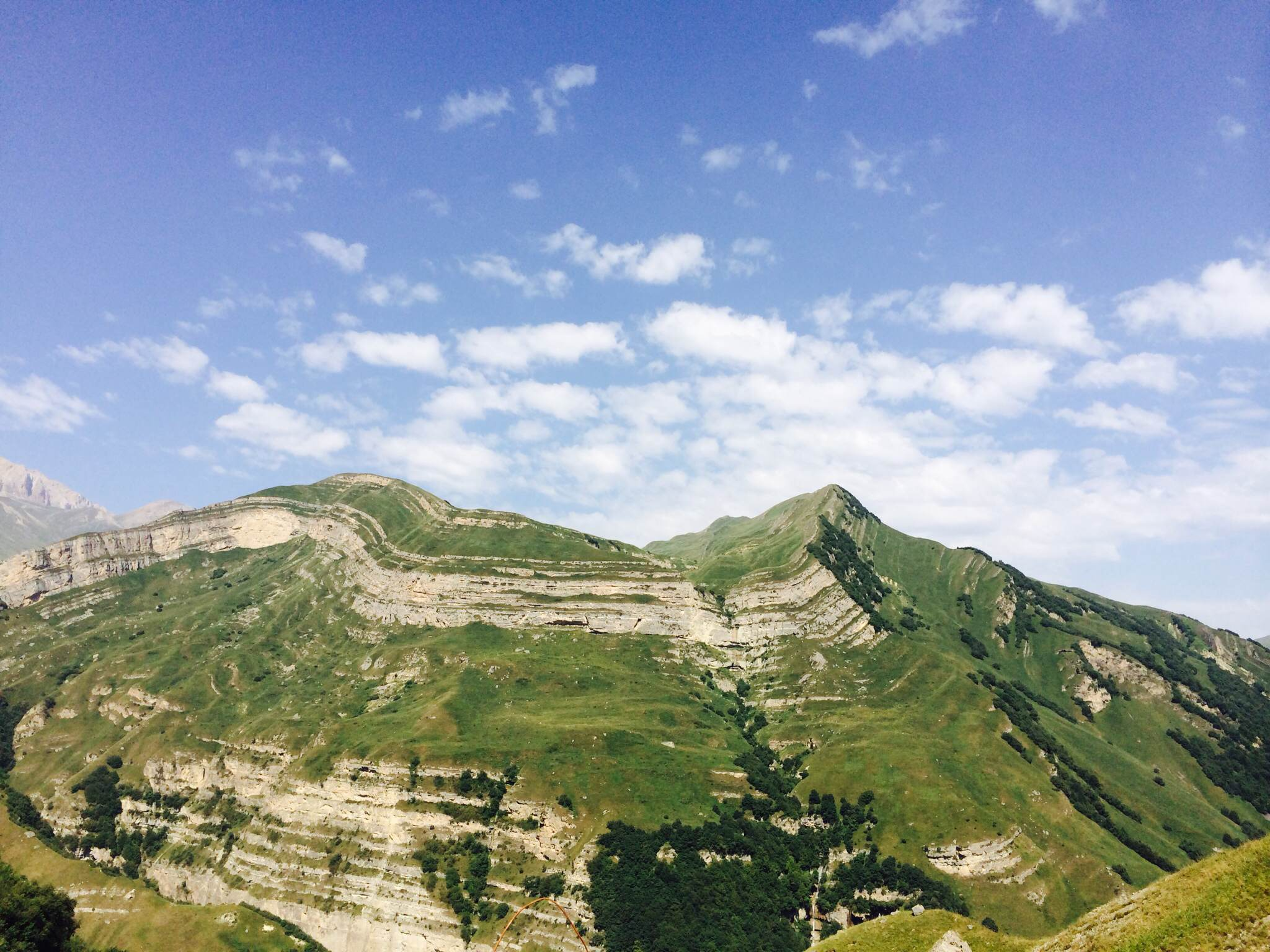
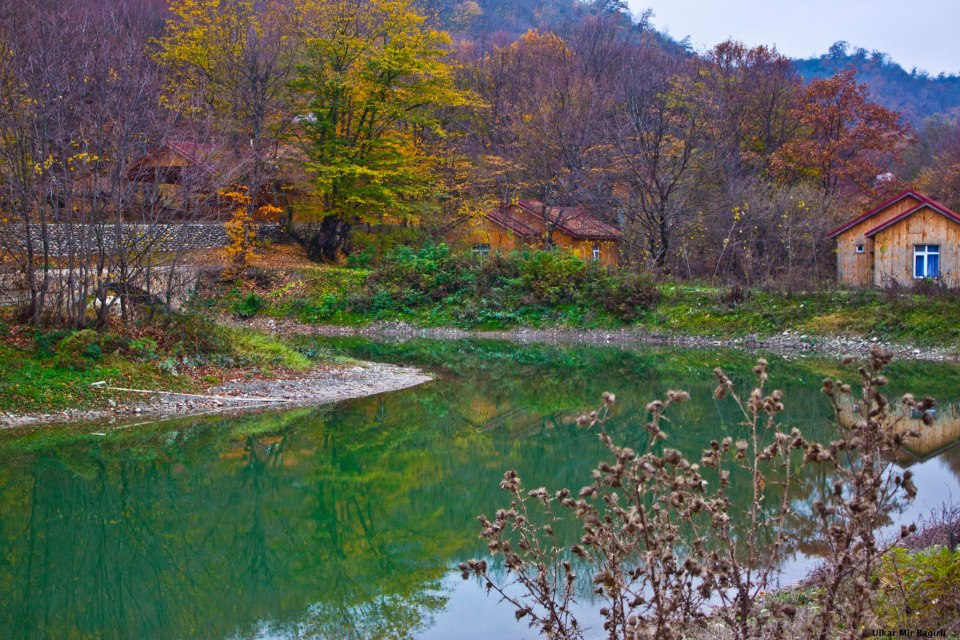